# Richard Virenque

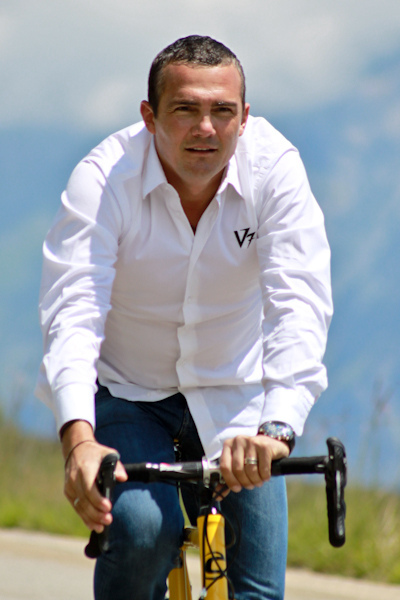
Richard Virenque em 2011

Richard Virenque (Casablanca, 19 de novembro de 1969) é um ex-ciclista francês, conhecido pela sua grande capacidade como escalador.
Os seus grandes resultados no Tour da França e o fato de ter vencido por sete vezes o título de rei da montanha, fez com que ele fosse a maior esperança francesa, de vencer o evento para os franceses.
Ganhou ainda o Paris-Tours, prova do Pro Tour. Esta vitória foi conseguida através de uma aparentemente fuga "suicida", abandonando o seu compatriota Jacky Durand e contra todas as expectativas cortou a meta poucos segundos antes do pelotão.
Entretanto Laurent Jalabert interrompeu o domínio de Virenque, quando, em 2001 e 2002, foi o rei da montanha do Tour da França. Ele acabaria por voltar a ganhar este título, desta feita, pela 6ª vez. Igualou o recorde de Bahamontes e Van Impe. Virenque corria agora pela Quickstep - Davitamon.

## Doping
Virenque foi envolvido no escândalo de dopagem da equipe Festina. De início negou participação mas durante o julgamento do caso em um tribunal francês em 2000, admitiu o uso de EPO. Foi suspenso por nove meses pela federação ciclística suíça, pela qual estava filiado. A Corte Arbitral do Esporte reduziu a suspensão em dois meses.
Em 2004, Virenque arrebataria o recorde sete títulos de montanha. Na Volta à França, Virenque já esteve duas vezes no pódio (3º em 1996 e 2º em 1997) e ganhou várias etapas, entre elas a subida mítica do Mont Ventoux em 2002.
Em 24 de setembro de 2004, Virenque anunciou a sua retirada do ciclismo profissional.